# Carl Bartuzat
Carl Bartuzat (* 20. März 1882 in Berlin; † 16. Januar 1959 in Leipzig) war ein deutscher Flötist.

## Leben

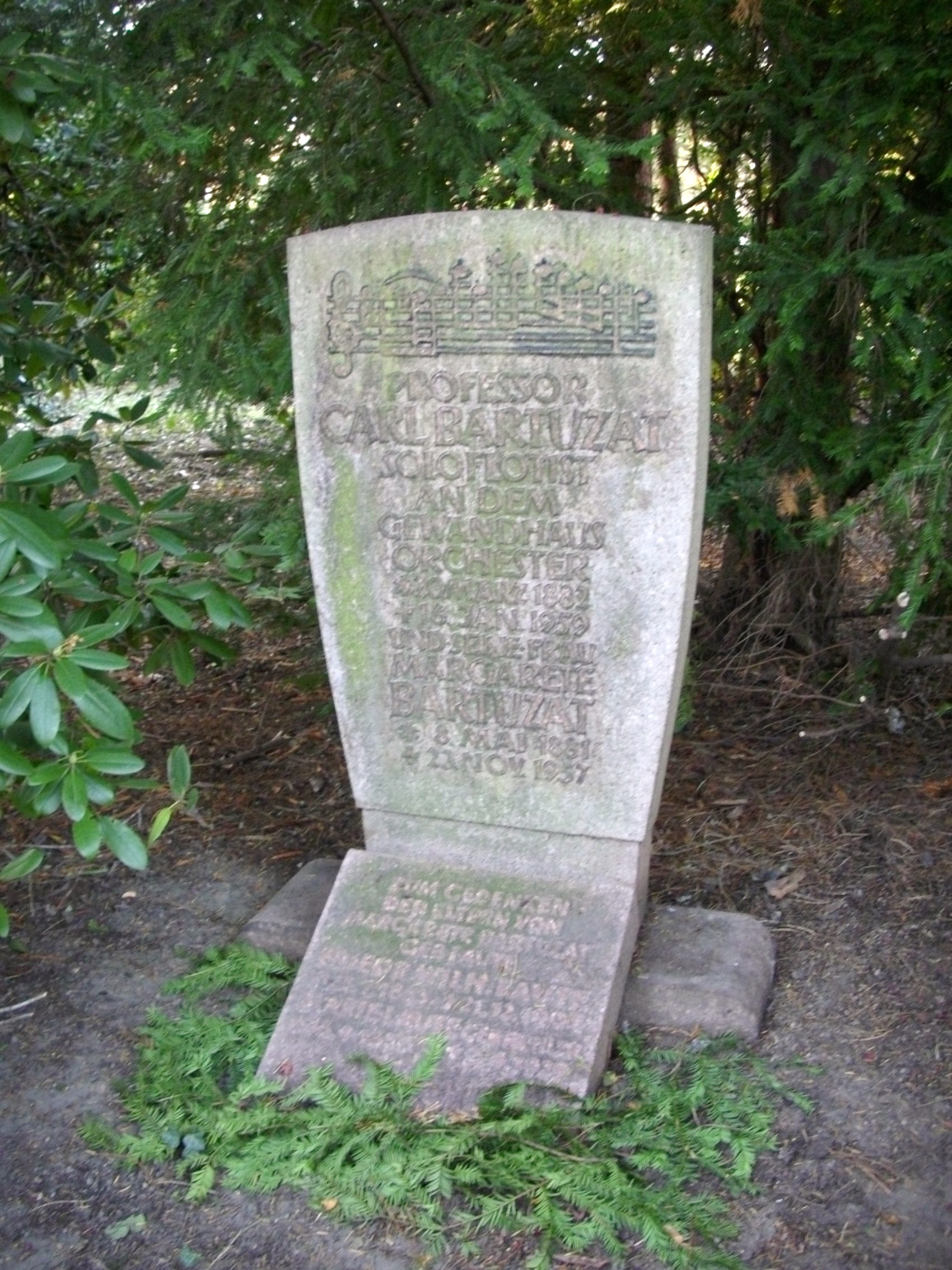
Grabstätte Carl Bartuzat auf dem Südfriedhof in Leipzig

Im Alter von 16 Jahren verließ Carl Bartuzat Berlin und wurde Flötenschüler von Maximilian Schwedler in Leipzig. Bartuzat wurde im Sinne der deutschen Flötenschule des 19. Jahrhunderts ausgebildet. Den entscheidenden Anstoß für seine weitere musikalische Entwicklung erhielt er durch Arthur Nikisch, der ihn 1904 als zweiten Flötisten an das Gewandhausorchester engagierte. Bartuzats Leben war untrennbar mit dem Orchester verbunden. 47 Jahre lang (1904–1951) war er dort Mitglied, davon 32 Jahre als Soloflötist.
Neben seiner Konzerttätigkeit geriet Bartuzat um 1915 in die Schlagzeilen, als er sich stark für die Verbreitung der Querflöte von Theobald Böhm einsetzte. Trotz teilweise erbitterten Widerstands setzte er sich durch. Dies verärgerte seinen ehemaligen Lehrer Schwedler zutiefst, dessen Reformflöte bisher Einsatz fand. Ein weiteres Verdienst war seine Blastechnik. Er setzte in seinem Spiel aktiv Artikulation, Vibrato und Zwerchfellarbeit ein. Ihm folgte bald der ganze Holzsatz des Orchesters.
1933 trat Bartuzat die Nachfolge Schwedlers als Lehrer der Flötenklasse am Leipziger Konservatorium an. Dies gelang nur mit Unterstützung des Oberbürgermeisters Carl Friedrich Goerdeler, da man Bartuzat eine Mitgliedschaft in einer Freimaurerloge nachweisen konnte. Kurze Zeit später wurde Goerdeler selbst Opfer der politischen Veränderungen.
Bartuzat führte radikale Veränderungen in der Spieltradition durch und löste dadurch die regionalen Unterschiede im Flötenspiel auf. Direkt nach dem Zweiten Weltkrieg schätzte man seine Erfahrung bei der Aufbauarbeit. Er wurde direkt als Hochschullehrer in Leipzig wieder eingestellt. 1948 trug man ihm die von den Nazis verweigerte Professur an. 1949 veröffentlichte er seine Kadenzen zu den Flötenkonzerten G-Dur und D-Dur von W.A. Mozart. 1951 berief man ihn als Dozent an das musikwissenschaftliche Institut der Karl-Marx-Universität. Zur gleichen Zeit trat er nach 47 Dienstjahren aus dem Gewandhausorchester aus. Mit 73 Jahren entließ man ihn auch als Hochschullehrer in die Rente.
Bartuzat war Ehrenmitglied der Leipziger Universitätssängerschaft zu St. Pauli (heute Leipziger Universitäts-Sängerschaft zu St. Pauli in Mainz (Deutsche Sängerschaft)).